# Diamantino Silva
Pour les articles homonymes, voir Silva.
Diamantino Silva, de son nom complet Diamantino Pereira da Silva, est un footballeur portugais né le 29 mars 1928. Il évoluait au poste d'attaquant.

## Biographie

### En club
Diamantino Silva commence sa carrière senior avec le GD Estoril-Praia lors de la saison 1947-1948,.
De 1948 à 1952, il est joueur du Sporting Covilhã,.
En 1952, il rejoint le CF Belenenses, club qu'il représente pendant trois saisons avant de raccrocher les crampons en 1955,.
Il dispute un total de 126 matchs pour 7 buts marqués en première division portugaise,. 

### En équipe nationale
International portugais, il reçoit une unique sélection en équipe du Portugal le 21 novembre 1953, il dispute un match amical contre l'Afrique du Sud (victoire 3-1 à Oeiras).